# Гисково
Ги́сково (болг. Гъсково) — село в Кирджалійській області Болгарії. Входить до складу общини Кирджалі.

## Населення
За даними перепису населення 2011 року у селі проживали 102 особи, з них 99 осіб (99,0%) — турки.
Розподіл населення за віком у 2011 році:
Динаміка населення: